# Philoliche omanensis
Philoliche omanensis är en tvåvingeart som beskrevs av Chainey 1983. Philoliche omanensis ingår i släktet Philoliche och familjen bromsar.
Artens utbredningsområde är Oman. Inga underarter finns listade i Catalogue of Life.